# Telebasis pataxo
Telebasis pataxo – gatunek ważki z rodziny łątkowatych (Coenagrionidae).